# Rabnitz (Donau)
Die Rabnitz, ungarisch Répce (am Unterlauf Rábca), ist ein Fluss in Österreich und Ungarn.

## Name
Der Fluss wurde im Jahr 1043 als fluvium Rapiniza erstmals schriftlich erwähnt. Der Name hängt wahrscheinlich mit dem indogermanischen Verb *rebʰ- „sich (heftig) bewegen“ zusammen. Die Endung -ica ist ein slawisches Verkleinerungssuffix.

## Verlauf
Die Rabnitz entsteht im Ortsteil Blumau (Gemeinde Hollenthon) in der Buckligen Welt (Niederösterreich) aus den Bächen Spratzbach und Thalbach. 
Sie durchfließt das mittlere Burgenland, sie ist auch der Namensgeber der Ortschaften Unterrabnitz und Oberrabnitz. Auch Mannersdorf an der Rabnitz ist nach ihr benannt. Wichtigster Zubringer ist der Stooberbach, der in Strebersdorf einmündet. Bei Lutzmannsburg verlässt die Rabnitz das österreichische Staatsgebiet. Als weiterer bedeutender Zufluss mündet bei Rábcakapi noch der Einser-Kanal in den Fluss. Die Rabnitz fließt bei Győr in den rechtsseitigen Seitenarm Mosoni Duna (Moson-Donau oder „Kleine Donau“) der Donau, kurz bevor auch die Raab in diesen einmündet.
Die wichtigsten Zuflüsse in Österreich sind:
- Thalbach, rechter Quellbach bis Blumau
- Spratzbach, linker Quellbach bis Blumau
- Lembach, von rechts nach Oberrabnitz
- Neuwiesenbach, von links beim Burgstallberg
- Erlaubach, von links bei Dörfl
- Stoober Bach, links bei Strebersdorf

## Fauna und Flora
Kurz vor der ungarischen Grenze bei Lutzmannsburg zeigt sich die Rabnitz noch in der Form unberührter Natur, wie man sie durch die Flussregulierungen sonst nur selten findet. Aber auch in Ungarn findet man am Lauf Naturlandschaften, die unter Schutz gestellt wurden, und zum Nationalpark Fertő-Hanság gehören.
In und an der Rabnitz gibt es eine Vielzahl von Tierarten, wie beispielsweise Bachforellen, Hechte, Barben, Nasen, Weißfische, Wildenten oder Graureiher sowie verschiedene Libellenarten. Auch Bisamratten haben dort ihren Lebensraum.
Die früher noch häufig anzutreffenden Flusskrebse sind durch die Krebspest selten geworden.

## Straßennamen
- In Draßmarkt: Am Rabnitzbach (im Ortsteil Oberrabnitz) und Rabnitztalstraße (im Ortsteil Karl)
- In Oberloisdorf: Obere Rabnitzstraße und Untere Rabnitzstraße
- Rabnitzstraße: in Piringsdorf und Mannersdorf an der Rabnitz
- Rabnitzweg: in Lutzmannsburg, Mannersdorf an der Rabnitz und Leopoldau, 1966 benannt nach dem Fluss. Hieß davor Sternweg.